# وزن الوسط (فنون القتال المختلطة)

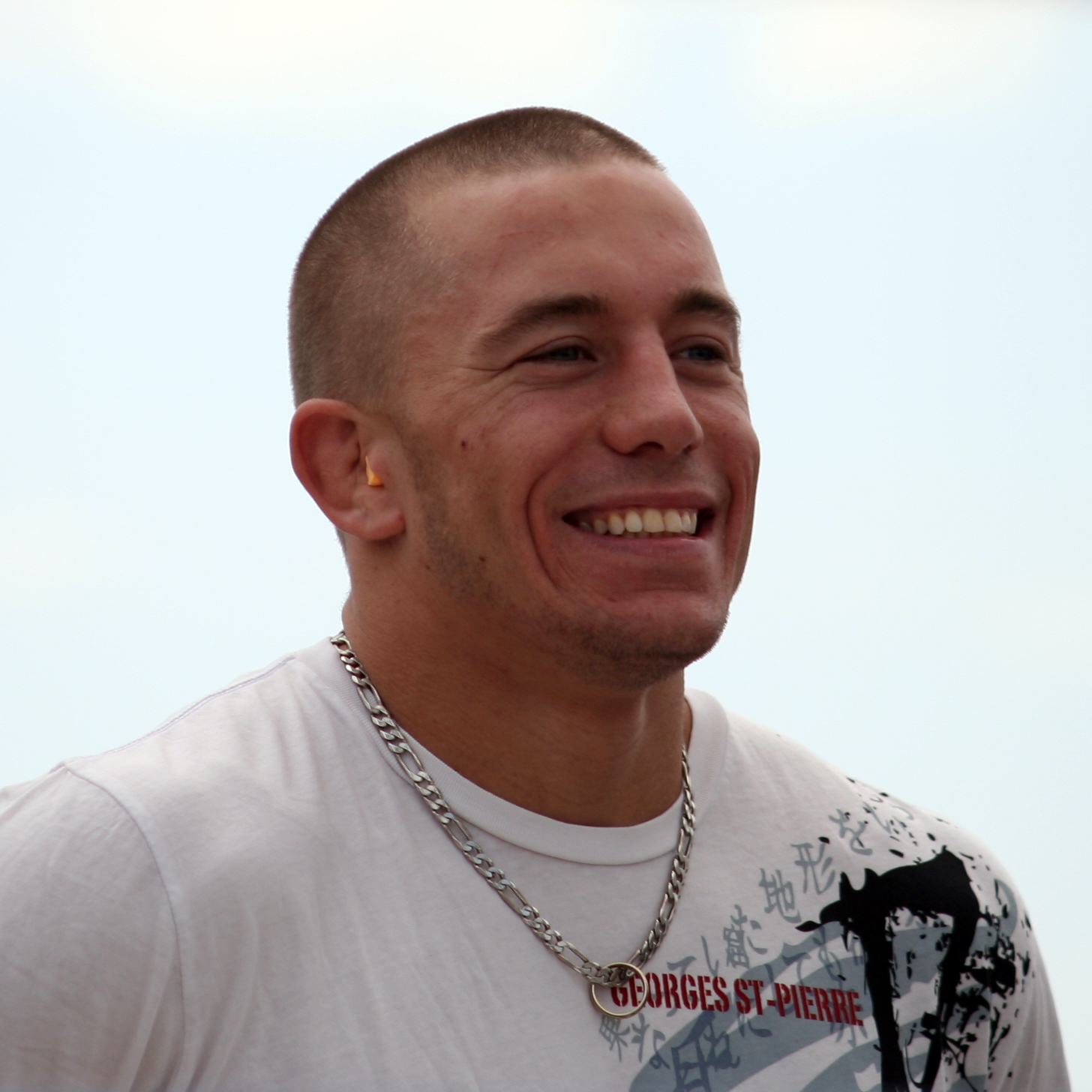
جورج سانت بيير

الوزن الوسط (بالإنجليزية: Welterweight) هي فئة وزن في فنون القتال المختلطة. بطولة القتال النهائي (UFC) تعتبر المتسابقين الذين تتراوح أوزانهم بين 156–170 رطلاً (71–77 كجم) ضمن هذا الوزن.